# Прапор Еррери

Прапор Еррери

Прапор Еррери — прапор панамської провінції Еррера. Прапор провінції Еррера став офіційним з 16 грудня 2012 року резолюцією 29, яка надала чинності декрету № 1 від 2 січня 2013 року. Це горизонтальний двоколірний прапор жовто-блакитного кольору з помаранчевою картою провінції в центрі та 7 синіми зірками розташованими дугою над картою, що представляють округи провінції. 